# International Association of Physics Students
L’International Association of Physics Students (IAPS) è un'organizzazione senza scopo di lucro che riunisce studenti di fisica provenienti da tutto il mondo. Fondata nel 1987 a  Debrecen in Ungheria., l'associazione conta attualmente più di 60 000 membri provenienti da più di 50 stati. La sua sede ufficiale è a Mulhouse, in Francia, presso la sede centrale della European Physical Society.

## Struttura
I membri dell'IAPS sono raggruppati in Comitati Nazionali (National Committees, NC), ossia organizzazioni nazionali di studenti, Comitati Locali (Local Committees, LC), associazioni di studenti di fisica che fanno riferimento solamente a una università o città, e membri individuali (Individual Members, IM), non affiliati a nessun comitato dei due tipi precedenti. L'associazione conta attualmente un totale di 16 NCs, 26 LCs e circa 150 IMs.
| Tipo di partecipazione | Bandiera | Nazionalità            | Organizzazione                                                                                          |
| ---------------------- | -------- | ---------------------- | --- |
| NC                     |          | Austria                | Basisgruppe Nawi Physik                                                                                 |
| NC                     |          | Canada                 | Association canadienne des physiciens et physiciennes (CAP)                                             |
| NC                     |          | Croazia                | Studentska sekcija Hrvatskog fizikalnog društva                                                         |
| NC                     |          | Finlandia              | Suomen fysiikan- ja matematiikanopiskelijat ry (SFMO)                                                   |
| NC                     |          | Francia                | La fédération des étudiants en Sciences (AFNEUS)                                                        |
| NC                     |          | Germania               | Deutsche Physikalische Gesellschaft (DPG)                                                               |
| NC                     |          | Grecia                 | Τομέας Φοιτητών – Ένωση Ελλήνων Φυσικών                                                                 |
| NC                     |          | Italia                 | Associazione Italiana Studenti di Fisica (AISF)                                                         |
| NC                     |          | Macedonia              | Македонско друштво на студенти физичари (МДСФ)                                                          |
| NC                     |          | Messico                | Sociedad Cientifica Juvenil (SCJ)                                                                       |
| NC                     |          | Norvegia               | Norske Fysikkstudenters Forening Trondheim (NoFFo)                                                      |
| NC                     |          | Paesi Bassi            | Studenten Physica in Nederland (SPIN)                                                                   |
| NC                     |          | Portogallo             | Associação Portuguesa de Estudantes de Física (Physis)                                                  |
| NC                     |          | Regno Unito ed Irlanda | Undergraduate and Postgraduate Physics Society (UPPS), Student branch of the Institute of Physics (IOP) |
| NC                     |          | Stati Uniti            | Society of Physics Students (SPS), American Institute of Physics (AIP)                                  |
| NC                     |          | Ungheria               | Magyar Fizikushallgatók Egyesülete (Mafihe)                                                             |
| LC                     |          | Ankara, Turchia        | METU Physics Society                                                                                    |
| LC                     |          | Anversa, Belgio        | WINAK                                                                                                   |
| LC                     |          | Baguio, Filippine      | UP Physics Sphere                                                                                       |
| LC                     |          | Belgrado, Serbia       | Savez Studenata Fizičkog Fakulteta (SSFF)                                                               |
| LC                     |          | Bratislava, Slovacchia | Physics Correspondence Seminar (FKS)                                                                    |
| LC                     |          | Bucarest, Romania      | Asociatia Studentilor Fizicieni din Universitatea Bucuresti (ASF-UB)                                    |
| LC                     |          | Cebu, Filippine        | Carolinian Physics Society                                                                              |
| LC                     |          | Charkiv, Ucraina       | Council of Young Scientists                                                                             |
| LC                     |          | Copenhagen, Danimarca  | Association of Physics Students of the University of Copenhagen (UNICPH)                                |
| LC                     |          | Costa Rica             | Association of Physics and Meteorology Students of the University of Costa Rica                         |
| LC                     |          | Cracovia, Polonia      | IAPS LC Krakow SKNF AGH-UST                                                                             |
| LC                     |          | Danzica, Polonia       | Physics Student Research Association                                                                    |
| LC                     |          | Farhangian, Iran       | Farhangian Association of Physics Students                                                              |
| LC                     |          | Islamabad, Pakistan    | NUST Science Society                                                                                    |
| LC                     |          | Istanbul, Turchia      | Istanbul Physics Students Society                                                                       |
| LC                     |          | Kathmandu, Nepal       | St. Xavier’s Physics Council (सेन्ट जेवियसस भौतिकविज्ञान परिषद्, नेपाल)                                              |
| LC                     |          | Limbe, Cameroon        | AIMS Cameroon                                                                                           |
| LC                     |          | Malta                  | Science Students' Society (S-Cubed/S3)                                                                  |
| LC                     |          | Manila, Filippine      | The PUP Physics Society                                                                                 |
| LC                     |          | Nuova Delhi, India     | Decoders of the Cosmic Code / सी.सी.डी. (DCC)                                                              |
| LC                     |          | Novi Sad, Serbia       | Klub studenata fizike                                                                                   |
| LC                     |          | Odense, Danimarca      | Student Organisation for FKF / Æter                                                                     |
| LC                     |          | Perm, Russia           | Students’ Scientific Society of the Faculty of Physics of Perm State University                         |
| LC                     |          | Praga, Repubblica Ceca | Fyzikální korespondenční seminář MFF UK (FYKOS)                                                         |
| LC                     |          | Stoccolma, Svezia      | Physics Chapter, THS (Fysiklektionen, KTH)                                                              |
| LC                     |          | Zurigo, Svizzera       | |

## International Conference of Physics Students (ICPS)
L'evento principale organizzato dall'IAPS è il l'ICPS: International Conference of Physics Students (Conferenza Internazionale degli Studenti di Fisica), con cadenza annuale. La conferenza si propone lo scopo di riunire per una settimana studenti di fisica da tutto il mondo, fornendo un'occasione di incontro e di scambio reciproco all'insegna della scienza e della tecnologia.
La prima ICPS fu organizzata dagli studenti dell'Università Loránd Eötvös a Budapest, in Ungheria, nel 1986. All'evento parteciparono meno di 50 studenti, ma da allora il congresso è cresciuto notevolmente, fino a coinvolgere più di quattrocento studenti ogni anno.
Durante la settimana della conferenza si alternano seminari, eventi scientifici, iniziative sociali e escursioni turistiche. I partecipanti hanno la possibilità di ascoltare talk e lezioni attinenti alle varie discipline del mondo della fisica, di presentare le proprie ricerche e di visitare i principali laboratori e centri di ricerca della zona, mentre esplorano le bellezze della città che li ospita ed entrano in contatto con studenti da tutto il mondo.
La XXXIV Conferenza Internazionale degli Studenti di Fisica (ICPS 2019) si terrà a Cologna, in Germania, dal 10 al 17 agosto 2019.

## Iaps2CERN
Dal 2010 l'IAPS organizza regolarmente a cadenza annuale, in aprile, delle visite organizzate al CERN di Ginevra, che comprendono la visita di LHC, ATLAS, CMS e degli altri principali esperimenti condotti nel laboratorio, sotto la guida di scienziati e ricercatori.
L'ultimo evento si è tenuto dal 24 al 27 aprile 2019.